# Кисурин, Юрий Борисович
Ю́рий Бори́сович Кису́рин (11 сентября 1961, Зея, Амурская область, РСФСР — 14 октября 2010, Томск, Российская Федерация) — российский актёр, ведущий артист Томского областного театра драмы.

## Биография
Окончил Дальневосточный институт искусств. Сразу по окончании работал в Приморском краевом театре драмы им. Горького. В Томском театре драмы работал с 1982 г.
Сыграл более 70 ролей. Наиболее значительные работы — Федор в «Свадьбе Кречинского», Директор в «Ателье иллюзий», Ихарев в «Игроках», Яков в «Чужом ребенке», Варравин в спектакле «Веселые Тарелкина деньки», главная роль в спектакле «Тартюф, или Обманщик», Менахем в «Поминальной молитве», Инспектор Портерхауз в «Слишком женатом таксисте», Официант в «Он, она, окно, покойник», лорд Бэкенгем в «Ричарде III», Барон в «На дне» и другие.
Лауреат фестивалей «Премьеры сезона».